# Karusasaurus
Karusasaurus is een geslacht van hagedissen uit de familie gordelstaarthagedissen (Cordylidae).

## Naam
Het geslacht Karusasaurus werd in 2011 voor het eerst wetenschappelijk beschreven door een groep van biologen; Edward L. Stanley, Aaron Matthew Bauer, Todd R. Jackman, William Roy Branch en Pieter Le Fras Nortier Mouton. De twee soorten waren al langer bekend en behoorden eerder tot het geslacht van de echte gordelstaarthagedissen (Cordylus). In veel literatuur wordt nog deze verouderde situatie vermeld.

## Verspreiding en habitat
Er zijn twee soorten die voorkomen in zuidelijke delen van Afrika en voorkomen in de landen Namibië en Zuid-Afrika. Het zijn net als andere gordelstaarthagedissen bewoners van droge rotsige omgevingen.

## Uiterlijke kenmerken
Beide soorten hebben een opvallende vlektekening op de bovenzijde die bestaat uit bijna vierkante witte, donkeromzoomde vlekken. Van de soort Karusasaurus polyzonus is bekend dat in sommige populaties alle exemplaren zwart van kleur zijn. Deze populaties leven in koelere streken en de donkere kleur zorgt er voor dat ze sneller kunnen opwarmen in de zon (thermoregulatie).

## Soortenlijst
| Soorten uit het geslacht Karusasaurus | Soorten uit het geslacht Karusasaurus | Soorten uit het geslacht Karusasaurus |
| ------------------------------------- | ------------------------------------- | ------------------------------------- |
| Naam                                  | Auteur                                | Verspreidingsgebied                   |
| Karusasaurus jordani                  | Parker, 1936                          | Namibië                               |
| Karusasaurus polyzonus                | Smith, 1838                           | Namibië, Zuid-Afrika                  |